# 1933 w muzyce
Wydarzenia muzyczne w 1933 roku.

## Urodzili się
- 2 stycznia – Anna Bartáková, czeska śpiewaczka operowa (sopran) i aktorka (zm. 1983)
- 10 stycznia – Akira Miyoshi, japoński kompozytor (zm. 2013)
- 11 stycznia – Goldie Hill, amerykańska piosenkarka country (zm. 2005)
- 17 stycznia
  - Brian Couzens, brytyjski przedsiębiorca, założyciel firmy płytowej Chandos (zm. 2015)
  - Dalida, piosenkarka pochodzenia włoskiego, która zrobiła karierę we Francji (zm. 1987)
  - Bohdan Pociej, polski muzykolog, krytyk muzyczny, autor książek o muzyce, redaktor (zm. 2011)
- 18 stycznia – Ray Dolby, amerykański inżynier dźwięku, wynalazca systemu redukcji szumów Dolby NR (zm. 2013)
- 23 stycznia – Chita Rivera, amerykańska aktorka, tancerka i piosenkarka (zm. 2024)
- 24 stycznia
  - Irena Brodzińska, polska śpiewaczka operetkowa, tancerka, aktorka teatralna i filmowa (zm. 2024)
  - Nico Fidenco, włoski piosenkarz i kompozytor (zm. 2022)
- 25 stycznia – Mirosław Perz, polski muzykolog i dyrygent (zm. 2023)
- 26 stycznia – Peter Zinovieff, brytyjski inżynier i kompozytor, pionier muzyki elektronicznej (zm. 2021)
- 28 stycznia
  - Spiro Malas, amerykański śpiewak operowy (bas-baryton) (zm. 2019)
  - Helena Tattermuschová, czeska śpiewaczka operowa (sopran koloraturowy liryczny), pedagog (zm. 2025)
- 29 stycznia
  - 75 Cents, chorwacki piosenkarz (zm. 2010)
  - Sacha Distel, francuski piosenkarz i gitarzysta (zm. 2004)
  - Ronald Townson, amerykański wokalista, członek grupy The 5th Dimension (zm. 2001)
- 31 stycznia – William Hudson, amerykański dyrygent i pianista (zm. 2022)
- 3 lutego – Varetta Dillard, amerykańska piosenkarka (zm. 1993)
- 4 lutego – Toshi Ichiyanagi, japoński pianista, kompozytor (zm. 2022)
- 7 lutego – Stuart Burrows, walijski śpiewak operowy (tenor) (zm. 2025)
- 8 lutego – Elly Ameling, właśc. Elisabeth Sara Ameling, holenderska śpiewaczka (sopran)
- 10 lutego
  - Jaime Guardia, peruwiański muzyk grający na charango, wokalista, kompozytor, folklorysta (zm. 2018)
  - Don Wilson, amerykański muzyk rockowy, gitarzysta zespołu The Ventures (zm. 2022)
- 11 lutego – Chad Morgan, australijski piosenkarz i gitarzysta country (zm. 2025)
- 18 lutego – Yoko Ono, amerykańska artystka i wokalistka pochodzenia japońskiego
- 21 lutego – Nina Simone, amerykańska piosenkarka, autorka tekstów, pianistka (zm. 2003)
- 22 lutego – Ernie K-Doe, amerykański piosenkarz R&B (zm. 2001)
- 24 lutego
  - Chester Harriott, brytyjski pianista jazzowy pochodzący z Jamajki (zm. 2013)
  - David Newman, amerykański saksofonista (zm. 2009)
- 28 lutego – Paulos Raptis (alternatywna data ur.: 29 lutego 1936), polski śpiewak operowy greckiego pochodzenia (tenor) (zm. 2021)
- 1 marca
  - Zygmunt Hassa, polski dyrygent (zm. 2014)
  - István Láng, węgierski kompozytor (zm. 2023)
- 2 marca – Blanche Burton-Lyles, amerykańska pianistka klasyczna (zm. 2018)
- 4 marca – Colin Bradbury, angielski klarnecista (zm. 2023)
- 6 marca – Jerzy Myrcha, polski działacz społeczny, pieśniarz, autor i kompozytor (zm. 2003)
- 9 marca – Lloyd Price, amerykański wokalista nurtu rhythm and blues (zm. 2021)
- 10 marca – Ralph Emery, amerykański muzyk country, DJ radiowy (zm. 2022)
- 11 marca – Roman Suchecki, polski wiolonczelista, solista i kameralista, pedagog, profesor zwyczajny sztuk muzycznych (zm. 2003)
- 13 marca – Wojciech Jan Śmietana, polski śpiewak operowy (bas), nauczyciel akademicki (zm. 2016)
- 14 marca
  - Quincy Jones, amerykański kompozytor, trębacz, aranżer i producent muzyczny (zm. 2024)
  - Krystyna Szostek-Radkowa, polska śpiewaczka operowa (mezzosopran), pedagog
- 16 marca – Teresa Berganza, hiszpańska śpiewaczka operowa (mezzosopran) (zm. 2022)
- 19 marca – Phyllis Newman, amerykańska aktorka i piosenkarka (zm. 2019)
- 23 marca
  - Norman Bailey, brytyjski śpiewak operowy (bas-baryton) (zm. 2021)
  - Dave Frishberg, amerykański pianista, wokalista i kompozytor jazzowy (zm. 2021)
  - Andrzej Trzaskowski, polski kompozytor, pianista, dyrygent, publicysta i krytyk muzyczny (zm. 1998)
- 25 marca – Wee Willie Harris, angielski piosenkarz, pianista i gitarzysta rock’n’rollowy (zm. 2023)
- 30 marca
  - William Brohn, amerykański aranżer orkiestrowy (zm. 2017)
  - Jerzy Dąbrowski, polski dziennikarz radiowy, poeta, autor tekstów piosenek, satyryk, bajkopisarz (zm. 1992)
  - Ettore Stratta, amerykański dyrygent, producent muzyczny (zm. 2015)
- 4 kwietnia – Seóirse Bodley, irlandzki kompozytor i pedagog (zm. 2023)
- 8 kwietnia
  - Fred Ebb, amerykański autor tekstów piosenek (zm. 2004)
  - Paul Jeffrey, amerykański saksofonista, aranżer i kompozytor jazzowy (zm. 2015)
- 10 kwietnia – Andrzej Saciuk, polski śpiewak (bas), aktor, reżyser i pedagog (zm. 2020)
- 12 kwietnia – Montserrat Caballé, hiszpańska śpiewaczka operowa (sopran spinto) (zm. 2018)
- 14 kwietnia – Morton Subotnick, amerykański kompozytor
- 15 kwietnia – Roy Clark, amerykański piosenkarz country, aktor i gitarzysta (zm. 2018)
- 16 kwietnia – Elżbieta Ryl-Górska, polska śpiewaczka operetkowa (sopran), pedagog muzyczny (zm. 2021)
- 17 kwietnia – David Axelrod, amerykański kompozytor, aranżer i producent muzyczny (zm. 2017)
- 19 kwietnia – Michalina Growiec, polska śpiewaczka i pedagog (zm. 2023)
- 21 kwietnia
  - Easley Blackwood, amerykański kompozytor muzyki poważnej, pianista (zm. 2023)
  - Ian Carr, szkocki muzyk jazzowy (zm. 2009)
- 22 kwietnia – Jerzy Wójcik, polski dyrektor artystyczny ZPiT „Śląsk” (zm. 2008)
- 24 kwietnia – Freddie Scott, amerykański wokalista soulowy (zm. 2007)
- 25 kwietnia – Jerry Leiber, amerykański autor tekstów piosenek (zm. 2011)
- 28 kwietnia – Karl Heinz Wahren, niemiecki pianista i kompozytor (zm. 2021)
- 29 kwietnia
  - Rod McKuen, amerykański piosenkarz, kompozytor i poeta (zm. 2015)
  - Kazimierz Michalik, polski wiolonczelista i pedagog akademicki (zm. 2024)
- 30 kwietnia – Willie Nelson, amerykański piosenkarz country, kompozytor i aktor
- 2 maja
  - Sabah Fakhri, syryjski piosenkarz (tenor) (zm. 2021)
  - Gérard Jouannest, francuski kompozytor (zm. 2018)
- 3 maja
  - James Brown, amerykański piosenkarz, kompozytor, instrumentalista (zm. 2006)
  - Maria José Valério, portugalska piosenkarka (zm. 2021)
- 5 maja – Manuel „Guajiro” Mirabal, kubański trębacz, muzyk zespołu Buena Vista Social Club (zm. 2024)
- 7 maja – Nexhmije Pagarusha, albańska śpiewaczka i aktorka (zm. 2020)
- 11 maja – Carlos Lyra, brazylijski piosenkarz i kompozytor gatunku bossa nova (zm. 2023)
- 13 maja – Andrzej Stefański, polski pianista i pedagog muzyczny (zm. 2022)
- 19 maja – Antón García Abril, hiszpański kompozytor i muzyk (zm. 2021)
- 20 maja
  - Charles Davis, amerykański saksofonista i kompozytor jazzowy (zm. 2016)
  - Gwenda Wilkin, brytyjska akordeonistka (zm. 2020)
- 21 maja
  - Maurice André, francuski instrumentalista, trębacz (zm. 2012)
  - Robert Panek, polski muzyk i kompozytor (zm. 2020)
- 22 maja – Don Estelle, brytyjski aktor i piosenkarz (zm. 2003)
- 23 maja – Gary Burden, amerykański piosenkarz, laureat nagrody Grammy (zm. 2018)
- 29 maja – Helmuth Rilling, niemiecki dyrygent
- 1 czerwca
  - Jan Janca, polsko-niemiecki organista, kompozytor i muzykolog (zm. 2023)
  - Gilli Smyth, brytyjska poetka, kompozytorka, wokalistka grupy Gong (zm. 2016)
- 10 czerwca
  - Ian Campbell, brytyjski muzyk folkowy, piosenkarz, gitarzysta (zm. 2012)
  - Cecilia Fusco, włoska śpiewaczka operowa (sopran) (zm. 2020)
- 15 czerwca
  - Sergio Endrigo, włoski piosenkarz i kompozytor (zm. 2005)
  - Iulia Țibulschi, mołdawska kompozytorka, muzykolog, pedagog
- 17 czerwca – Christian Ferras, francuski skrzypek (zm. 1982)
- 18 czerwca – Colin Brumby, australijski kompozytor i dyrygent (zm. 2018)
- 20 czerwca – Lazy Lester, amerykański muzyk bluesowy (zm. 2018)
- 21 czerwca
  - Luis „Checho” González, chilijski muzyk i piosenkarz folkowy (zm. 2022)
  - Ljubiša Lazarević, serbski dyrygent i pedagog (zm. 2022)
- 22 czerwca – Libor Pešek, czeski dyrygent (zm. 2022)
- 24 czerwca
  - Jan Nowowiejski, polski pianista, organista, klawesynista i pedagog (zm. 2016)
  - Rosalie Sorrels, amerykańska piosenkarka folkowa (zm. 2017)
- 25 czerwca – Richard Hey Lloyd, brytyjski organista i kompozytor (zm. 2021)
- 26 czerwca – Claudio Abbado, włoski dyrygent i pianista (zm. 2014)
- 27 czerwca – Gary Crosby, amerykański piosenkarz i aktor (zm. 1995)
- 28 czerwca – Nora Orlandi, włoska piosenkarka, kompozytorka i pianistka (zm. 2025)
- 1 lipca – Felix Ayo, hiszpański skrzypek, wykonawca muzyki kameralnej (zm. 2023)
- 2 lipca – Stanisław Witkowski, polski klarnecista, saksofonista i trębacz ludowy (zm. 2022)
- 4 lipca
  - Baker Knight, amerykański autor tekstów i muzyk (zm. 2005)
  - Józef Stompel, polski pianista i pedagog
- 5 lipca – Irena Poniatowska, polska muzykolog, profesor nauk humanistycznych
- 8 lipca – Stan Cornyn, amerykański menedżer branży muzycznej (zm. 2015)
- 9 lipca – Nodar Gabunia, gruziński kompozytor, pianista, profesor konserwatorium w Tbilisi (zm. 2000)
- 10 lipca – Jumpin’ Gene Simmons, amerykański piosenkarz i autor tekstów rockabilly (zm. 2006)
- 13 lipca – Tadeusz Kocyba, polski kompozytor, pedagog, dyrygent; autor muzyki do ok. 160 polskich filmów animowanych (zm. 2007)
- 15 lipca – Julian Bream, brytyjski gitarzysta i lutnista (zm. 2020)
- 17 lipca – Wilfred Middlebrooks, amerykański kontrabasista jazzowy (zm. 2008)
- 18 lipca – R. Murray Schafer, kanadyjski kompozytor, badacz pejzażu dźwiękowego, pedagog muzyczny (zm. 2021)
- 20 lipca
  - José Vicente Asuar, chilijski kompozytor (zm. 2017)
  - Buddy Knox, amerykański piosenkarz i kompozytor (zm. 1999)
- 23 lipca
  - Royston Nash, angielski dyrygent (zm. 2016)
  - Adam Natanek, polski dyrygent i pedagog
  - Bernard Roberts, angielski pianista klasyczny (zm. 2013)
- 26 lipca
  - Lance Percival, angielski aktor, komik, piosenkarz (zm. 2015)
  - Yomo Toro, portorykański muzyk, wirtuoz mandoliny (zm. 2012)
- 27 lipca – Nick Reynolds, amerykański muzyk, członek zespołu The Kingston Trio (zm. 2008)
- 29 lipca – Randy Sparks, amerykański piosenkarz, gitarzysta i bandżysta folkowy, autor piosenek (zm. 2024)
- 30 lipca – Paul de Senneville, francuski kompozytor i producent muzyczny (zm. 2023)
- 11 sierpnia
  - Tamás Vásáry, węgierski pianista i dyrygent
  - Walter Yetnikoff, amerykański menedżer muzyczny, prezes CBS Records w latach 1971–1990 (zm. 2021)
- 13 sierpnia – Rosław Szaybo, polski fotograf, plakacista, projektant okładek płyt i książek (zm. 2019)
- 14 sierpnia
  - Marian Machura, polski kompozytor i organista (zm. 2016)
  - Václav Rabas, czeski organista (zm. 2015)
- 15 sierpnia
  - Bobby Helms, amerykański wokalista country (zm. 1997)
  - Rita Hunter, angielska śpiewaczka operowa (sopran) (zm. 2001)
- 17 sierpnia – Mark Dinning, amerykański piosenkarz (zm. 1986)
- 18 sierpnia – Bella Rudenko, sowiecka i ukraińska śpiewaczka operowa (sopran) (zm. 2021)
- 20 sierpnia – Roland Janes, amerykański gitarzysta rockabilly, producent muzyczny (zm. 2013)
- 21 sierpnia
  - Janet Baker, angielska śpiewaczka (mezzosopran)
  - Zbigniew Bujarski, polski kompozytor i pedagog (zm. 2018)
  - Kadriye Nurmambet, należąca do mniejszości krymskotatarskiej rumuńska piosenkarka ludowa, folklorystka (zm. 2023)
- 22 sierpnia
  - Robert Hale, amerykański śpiewak operowy (bas-baryton) (zm. 2023)
  - Henryk Grychnik, polski śpiewak operowy i oratoryjno-kantatowy (tenor)
- 23 sierpnia – Jure Robežnik, słoweński pianista, kompozytor (zm. 2022)
- 25 sierpnia
  - Roberto De Simone, włoski kompozytor, etnomuzykolog i pedagog (zm. 2025)
  - Rune Gustafsson, szwedzki gitarzysta jazzowy i kompozytor muzyki filmowej (zm. 2012)
  - Wayne Shorter, amerykański saksofonista i kompozytor jazzowy (zm. 2023)
- 27 sierpnia – Rudolf Dašek, czeski gitarzysta jazzowy (zm. 2013)
- 30 sierpnia – Luis Bacalov, argentyński kompozytor muzyki filmowej, pianista i aranżer (zm. 2017)
- 1 września
  - Marshall Lytle, amerykański muzyk rock and roll, znany ze współpracy z grupą Billa Haleya (zm. 2013)
  - Conway Twitty, amerykański piosenkarz i autor piosenek (zm. 1993)
- 3 września – Tompall Glaser, amerykański piosenkarz country (zm. 2013)
- 4 września – Mirosław Pietkiewicz, polski organista, profesor zwyczajny Akademii Muzycznej w Łodzi (zm. 2020)
- 8 września – Eric Salzman, amerykański kompozytor (zm. 2017)
- 10 września
  - Gjenovefa Heba, albańska śpiewaczka operowa (sopran) (zm. 2012)
  - Mateusz Święcicki, polski kompozytor, aranżer, publicysta i dziennikarz radiowy (zm. 1985)
- 13 września – Arif Melikow, azerski kompozytor (zm. 2019)
- 14 września – Vinicio Franco, dominikański piosenkarz (zm. 2020)
- 15 września – Rafael Frühbeck de Burgos, hiszpański dyrygent i kompozytor (zm. 2014)
- 18 września
  - Jerzy Połomski, polski piosenkarz i aktor (zm. 2022)
  - Jimmie Rodgers, amerykański piosenkarz pop (zm. 2021)
- 22 września – Helmut Froschauer, austriacki dyrygent i chórmistrz (zm. 2019)
- 25 września – Ian Tyson, kanadyjski piosenkarz folkowy (zm. 2022)
- 28 września – David Read, brytyjski kornecista (zm. 2024)
- 30 września – Cissy Houston, amerykańska piosenkarka soul i gospel; matka Whitney Houston (zm. 2024)
- 1 października – Velvel Pasternak, amerykański muzykolog, dyrygent, aranżer, producent i wydawca (zm. 2019)
- 2 października – Phill Niblock, amerykański kompozytor i filmowiec (zm. 2024)
- 5 października – Billy Lee Riley, amerykański muzyk rockabilly (zm. 2009)
- 10 października
  - Salome Bey, kanadyjska wokalistka i kompozytorka jazzowa (zm. 2020)
  - Gloria Coates, amerykańska kompozytorka muzyki poważnej (zm. 2023)
- 13 października – Adam Kaczyński, polski pianista, kompozytor i propagator muzyki współczesnej, profesor Akademii Muzycznej w Krakowie (zm. 2010)
- 18 października – Jacques Charpentier, francuski kompozytor i organista (zm. 2017)
- 21 października – Joan Hinde, brytyjska trębaczka i kornecistka jazzowa (zm. 2015)
- 27 października – Floyd Cramer, amerykański pianista country (zm. 1997)
- 30 października – Tadeusz Chyła, polski piosenkarz, kompozytor, gitarzysta (zm. 2014)
- 31 października – Colin Tilney, kanadyjski klawesynista, pianista, pedagog (zm. 2024)
- 3 listopada – John Barry, brytyjski kompozytor muzyki filmowej, pięciokrotny laureat Oscara (zm. 2011)
- 10 listopada – Mack Rice, amerykański piosenkarz i autor piosenek (zm. 2016)
- 11 listopada – Marlene VerPlanck, amerykańska wokalistka jazz i pop (zm. 2018)
- 13 listopada – Jerzy Księski, polski poeta, autor tekstów piosenek, tłumacz, dziennikarz, bard (zm. 1995)
- 21 listopada – Jean Shepard, amerykańska piosenkarka country (zm. 2016)
- 23 listopada – Krzysztof Penderecki, polski kompozytor, dyrygent, pedagog muzyczny (zm. 2020)
- 25 listopada
  - Kathryn Grant Crosby, amerykańska aktorka i piosenkarka (zm. 2024)
  - Katarzyna Morawska, polska muzykolog (zm. 2020)
- 26 listopada – Robert Goulet, amerykański aktor i piosenkarz (zm. 2007)
- 29 listopada – John Mayall, angielski multiinstrumentalista, kompozytor, bluesman, pionier muzyki rockowej (zm. 2024)
- 1 grudnia
  - Lou Rawls, amerykański aktor, piosenkarz (zm. 2006)
  - Violette Verdy, francuska tancerka baletowa (zm. 2016)
- 2 grudnia – Włodzimierz Plaskota, polski muzyk, kompozytor, kabareciarz (zm. 2005)
- 6 grudnia – Henryk Mikołaj Górecki, polski kompozytor i pedagog (zm. 2010)
- 9 grudnia – Irma Serrano, meksykańska aktorka, piosenkarka i polityk (zm. 2023)
- 10 grudnia
  - Don Charles, brytyjski piosenkarz balladowy (zm. 2005)
  - Ernst-Ludwig Petrowsky, niemiecki saksofonista, klarnecista i flecista jazzowy, kompozytor (zm. 2023)
- 12 grudnia – Manu Dibango, kameruński saksofonista i wibrafonista jazzowy (zm. 2020)
- 13 grudnia – Natasza Zylska, polska piosenkarka (zm. 1995)
- 16 grudnia – Jennifer Toye, brytyjska śpiewaczka operowa (sopran) (zm. 2022)
- 17 grudnia – Mieczysław Makowski, polski kompozytor, pianista, teoretyk muzyki i pedagog (zm. 2014)
- 18 grudnia – Lonnie Brooks, amerykański piosenkarz i gitarzysta bluesowy (zm. 2017)
- 19 grudnia – Zbigniew Podgajny, polski pianista, aranżer, kompozytor (zm. 2002)
- 20 grudnia – Stefan Nowaczek, polski skrzypek i akordeonista ludowy (zm. 2020)
- 21 grudnia – Miklós Kocsár, węgierski kompozytor (zm. 2019)
- 23 grudnia – Segundo Bautista, ekwadorski kompozytor (zm. 2019)

Data dzienna nieznana
- Maria Cieślak-Łastowiecka, polska muzykolog, redaktorka Polskiego Radia, autorka książek dla dzieci (zm. 1979)
- Jan Gaca, polski muzykant, skrzypek ludowy (zm. 2013)

## Zmarli
- 18 stycznia – Oskar Zawisza, polski ksiądz katolicki, kompozytor, działacz oświatowy i kulturalny (ur. 1878)
- 12 lutego – Henri Duparc, francuski kompozytor (ur. 1848)
- 17 lutego – Toktoguł Satyłganow, kirgiski poeta, kompozytor i pieśniarz ludowy (ur. 1864)
- 18 lutego – Arnold Ludwig Mendelssohn, niemiecki kompozytor, odnowiciel muzyki i śpiewu kościelnego, pedagog (ur. 1855)
- 23 lutego – Władimir Puchalski, ukraiński pianista polskiego pochodzenia, dyrygent, nauczyciel, kompozytor, profesor i pierwszy rektor Konserwatorium Kijowskiego (ur. 1848)
- 26 marca – Eddie Lang, amerykański gitarzysta jazzowy, syn włoskiego lutnika, emigranta (ur. 1902)
- 9 kwietnia – Sigfrid Karg-Elert, niemiecki kompozytor (ur. 1877)
- 10 maja – Selma Kurz, austriacka śpiewaczka operowa (sopran) (ur. 1874)
- 26 maja – Jimmie Rodgers, amerykański piosenkarz country (ur. 1897)
- 5 czerwca – Wilhelmina Tekla Krogulska, polska śpiewaczka operowa i operetkowa (sopran, mezzosopran) (ur. 1856)
- 19 czerwca – Jossele Rosenblatt, chazan i kompozytor pochodzący z terenu Ukrainy (ur. 1882)
- 24 czerwca – Sissieretta Jones, afroamerykańska śpiewaczka operowa (sopran) (ur. 1869)
- 6 lipca – Robert Kajanus, fiński kompozytor i dyrygent (ur. 1856)
- 15 lipca – Freddie Keppard, amerykański kornecista jazzowy (ur. 1889)
- 24 lipca – Max von Schillings, niemiecki kompozytor i dyrygent (ur. 1868)
- 3 sierpnia – Arthur Collins, amerykański piosenkarz (ur. 1864)
- 13 sierpnia – Paul Hillemacher, francuski kompozytor i pianista (ur. 1852)
- 10 września – Giuseppe Campari, włoski kierowca wyścigowy i śpiewak operowy (ur. 1892)
- 24 września – Edwin Jahnke, polski skrzypek, pedagog, działacz muzyczny (ur. 1858)
- 6 października – Zakaria Paliaszwili, gruziński kompozytor operowy, twórca stylu narodowego (ur. 1871)
- 27 października – Julius Klengel, niemiecki wiolonczelista i kompozytor (ur. 1859)
- 1 grudnia – Blind Blake, amerykański wokalista i gitarzysta bluesowy (ur. 1896)
- 18 grudnia – Paul Elsner, niemiecki nauczyciel, muzyk i kompozytor (ur. 1865)